# 阿瓜伊
阿瓜伊是巴西圣保罗州的一个市镇。总面积473.365平方公里，总人口32101人，人口密度67.8人/平方公里。